# Rakaia healyi
Rakaia healyi är en spindeldjursart som beskrevs av Forster 1948. Rakaia healyi ingår i släktet Rakaia och familjen Pettalidae. Inga underarter finns listade i Catalogue of Life.